# Saison 4 des Demoiselles du téléphone
 (août 2019).
Si vous disposez d'ouvrages ou d'articles de référence ou si vous connaissez des sites web de qualité traitant du thème abordé ici, merci de compléter l'article en donnant les références utiles à sa vérifiabilité et en les liant à la section « Notes et références ».
Chronologie
Saison 3 Saison 5
Cet article présente le guide des épisodes de la saison 4 de la série télévisée espagnole Les Demoiselles du téléphone (Las chicas del Cable).
Composée de huit épisodes, elle est diffusée le 9 août 2019 sur Netflix.

## Synopsis
En 1928, une entreprise moderne de télécommunications fait ses débuts à Madrid. La série raconte le tournant que prend la vie de quatre jeunes femmes quand elles commencent à travailler dans cette entreprise. Les quatre femmes sont toujours liées à leurs familles, leurs couples ou leurs souvenirs.

## Distribution

### Acteurs principaux
- Blanca Suárez (VF : Véronique Desmadryl) : Alba Romero Méndez / Lidia Aguilar Dávila
- Yon González (VF : Yann Guillemot) : Francisco Gómez
- Ana Fernández (VF : Magali Rosenzweig) : Carlota Rodríguez de Senillosa
- Maggie Civantos (VF : Peggy Martineau) : Ángeles Vidal
- Nadia de Santiago (VF : Margaux Maillet) : María Inmaculada « Marga » Suárez
- Martiño Rivas (VF : Pascal Nowak) : Carlos Cifuentes
- Ana María Polvorosa (VF : Nathalie Kanoui) : Sara Millán

## Épisodes

### Épisode 1:L'Égalité
Titre original : La igualdad
Résumé détaillé :
Un an après les attentats qui ont touché la compagnie de téléphone, la vie reprend son cours. Carlota s’est lancée dans une carrière politique mais se heurte à un obstacle de taille. Marga est sur le point de divorcer de Pablo. Lidia retourne au travail et demande à son mari Carlos de lui confier l’organisation d’un grand événement. Ángeles lui propose une idée de projet. Francisco est vivant mais dans le coma, Lidia se rend à son chevet tous les jours.

### Épisode 2:La Liberté
Titre original : La libertad
Résumé détaillé :
Carlota est en prison, elle est accusée du meurtre de Gregorio Diaz, son adversaire aux élections municipales, et risque la peine de mort. Ses amis tentent de prouver son innocence. Ángeles commence à enseigner dans l’école intégrée à la compagnie de téléphone. Doña Carmen réapparait.

### Épisode 3:La Justice
Titre original : La justicia
Résumé détaillé :
Lidia souhaite l’avis d’un autre médecin sur l’état de santé de Francisco. Le destin de Carlota semble scellé. Carmen souhaite revoir Eva. Marga passe une soirée avec son nouveau patron.

### Épisode 4:La Peur
Titre original : El miedo
Résumé détaillé :
Carlota étant à bout de force, Sara va prendre une décision courageuse : s’accuser du meurtre de Gregorio Diaz. Un nouveau médecin examine Francisco et redonne espoir à Lidia.

### Épisode 5:La Vie
Titre original : La vida
Résumé détaillé :
Francisco se réveille de son coma. Il a perdu une partie de sa mémoire. Carlos est au courant mais cache la nouvelle à Lidia. 
Après avoir plaidé coupable, Sara est condamnée à mort. Marga, Ángeles et Lidia tentent d’organiser son évasion de prison avec l’aide de Pablo qui doit fournir les plans. Ángeles se rapproche à nouveau de Cuevas après qu’il lui a annoncé son divorce.
Carmen manigance et souhaite absolument revoir Eva.

### Épisode 6:Le Doute
Titre original : La duda
Résumé détaillé :
Carlota est prise en otage par Sergio qui se révèle être le véritable coupable du meurtre de Gregorio Diaz. Au moment où la police arrive sur les lieux pour sauver Carlota, Sergio se suicide. Cuevas accepte de collaborer pour l’évasion de Sara/Oscar.
Fransisco, tout juste sorti de l’hôpital, retourne à la compagnie de téléphone mais ne se souvient plus de grand-chose. Il n’a qu’une obsession : retrouver son amour d'enfance. 
Carmen, malade et sans vergogne, veut se servir d’Eva pour un traitement.
Francisco retrouve enfin Lidia. 

### Épisode 7:Le Bonheur
Titre original : La felicidad
Résumé détaillé :
Lidia apprend toute la vérité et envisage désormais son avenir avec Francisco.
Cuevas organise l’évasion de Sara mais l’opération semble plus compliquée que prévu.
Marga et Pablo s’expliquent et retombent dans les bras l’un de l’autre.
Ángeles dévoile à ses amies son secret. Sous le pseudonyme de Mirlo, elle s'adonne à des activités mafieuses, notamment en espionnant des appels téléphoniques afin d’assurer un avenir à sa fille. Elle a ainsi pu avertir Lidia du stratagème mis en place par Carmen.
Lidia retourne chez elle et surprend Eva dans les bras de Carmen. Trahie et désemparée, elle décide de tout quitter, Carlos tente de la retenir mais en vain. Carmen profite du moment pour kidnapper Eva.

### Épisode 8:La Chance
Titre original : La suerte
Résumé détaillé :
Francisco réussit à empêcher Carmen de partir avec la petite Eva.
L’évasion de Sara/Oscar se met en place. Grâce à une coordination parfaite de ses amis, Sara est libérée de sa cellule, mais l’opération tourne mal lorsque les gardiens de la prison la prennent en chasse. L’un d’eux sort son arme et touche mortellement Ángeles qui termine ses derniers instants dans les bras de Cuevas. Avant de mourir, la jeune femme lui dévoile son identité secrète et lui avoue qu’elle n’a jamais cessé de l’aimer. Elle lui fait promettre de remettre une mallette d’argent à sa fille.
À l’issue de ce tragique événement, les amies vont se séparer pour vivre chacune leur vie. Marga et Pablo ouvrent un bureau comptable à leur compte. Pour vivre ensemble, Carlota et Sara/Oscar partent pour Paris. Lidia quitte le pays pour rejoindre l’Amérique avec Fransisco et Eva. Elle laisse une lettre à Carlos pour l’informer de sa décision.